# Elezioni generali in Ecuador del 2021
Le elezioni generali in Ecuador del 2021 si sono tenute il 7 febbraio per l'elezione del Presidente e il rinnovo dell'Assemblea nazionale, contestualmente alle elezioni del Parlamento andino; l'11 aprile ha avuto luogo il secondo turno delle elezioni presidenziali.

## Risultati

### Elezioni presidenziali
| Candidati                   | Partiti                                            | I turno   | I turno | II turno  | II turno |
| Candidati                   | Partiti                                            | Voti      | %       | Voti      | %        |
| --------------------------- | -------------------------------------------------- | --------- | ------- | --------- | -------- |
| Guillermo Lasso             | Alleanza CREO - PSC                                | 1 830 172 | 19,74   | 4 656 426 | 52,36    |
| Andrés Arauz                | Unione per la Speranza (FCS - CD)                  | 3 033 791 | 32,72   | 4 236 515 | 47,64    |
| Yaku Pérez                  | Pachakutik                                         | 1 798 057 | 19,39   |           |          |
| Xavier Hervas               | Sinistra Democratica                               | 1 453 915 | 15,68   |           |          |
| Pedro Freile                | Movimiento AMIGO                                   | 192 763   | 2,08    |           |          |
| Isidro Romero               | Avanza                                             | 172 714   | 1,86    |           |          |
| Lucio Gutiérrez             | Partito Società Patriottica                        | 164 800   | 1,78    |           |          |
| Gerson Almeida              | Movimento Ecuadoriano Unito                        | 160 572   | 1,73    |           |          |
| Ximena Peña                 | Alianza País                                       | 143 160   | 1,54    |           |          |
| Guillermo Celi              | Società Unita per l'Azione                         | 84 640    | 0,91    |           |          |
| Juan Fernando Velasco       | Construye Ecuador                                  | 76 349    | 0,82    |           |          |
| César Montúfar              | Alleanza Onestà (PSE - MC)                         | 57 620    | 0,62    |           |          |
| Gustavo Larrea              | Democracia Sí                                      | 36 903    | 0,40    |           |          |
| Carlos Sagnay de la Bastida | Indipendente (già sostenuto da Forza Ecuador)      | 26 524    | 0,29    |           |          |
| Giovanny Andrade Salvador   | Indipendente (già sostenuto da Unione Ecuadoriana) | 20 245    | 0,22    |           |          |
| Paúl Carrasco               | Juntos Podemos                                     | 19 809    | 0,21    |           |          |
| Totale                      | Totale                                             | 9 272 034 | 100     | 8 892 941 | 100      |

### Elezioni parlamentari
| Liste                             | Risultati nazionali | Risultati nazionali | Totale seggi |
| Liste                             | Voti                | %                   | Totale seggi |
| --------------------------------- | ------------------- | ------------------- | ------------ |
| Unione per la Speranza (FCS - CD) | 2.584.595           | 32,21               | 47           |
| Pachakutik                        | 1.348.679           | 16,81               | 24           |
| Sinistra Democratica              | 961.513             | 11,98               | 18           |
| Partito Sociale Cristiano         | 780.541             | 9,73                | 18           |
| Creando Opportunità               | 774.238             | 9,65                | 12           |
| Alleanza Onestà (PSE - MC)        | 301.369             | 3,76                | 2            |
| Alianza País                      | 222.092             | 2,77                | -            |
| Movimento Ecuadoriano Unito       | 166.888             | 2,08                | 2            |
| Avanza                            | 154.529             | 1,93                | 2            |
| Partito Società Patriottica       | 145.398             | 1,81                | 1            |
| Unità Popolare                    | 139.969             | 1,74                | -            |
| Società Unita per l'Azione        | 135.038             | 1,68                | -            |
| Democracia Sí                     | 84.209              | 1,05                | 1            |
| Forza Ecuador                     | 70.854              | 0,88                | -            |
| Unione Ecuadoriana                | 59.080              | 0,74                | 1            |
| Movimiento Construye              | 57.711              | 0,72                | 1            |
| Juntos Podemos                    | 37.438              | 0,47                | -            |
| Movimenti provinciali             | -                   | -                   | 6            |
| Totale                            | 8.024.141           |                     | 135          |